# Шикантадза
Шикантадза (на японски: 只管打坐) е японски термин за дзадзен представен от Руйджин и е асоцииран главно с школата Сото на дзен будизма, но, който също е „основата на всички дзен дисциплини.“. Според Доген Дзенджи шикантадза е спокойствие в състояние на кристално внимание, което е свободно от мисли, ненасочено към никакъв обект, непривързано към никакво конкретно съдържание--е най-високата и чиста форма на дзадзен, дзадзен така, както е практикуван от всички буди в миналото.

## По-нататъшно четене
- Leighton, Taigen Daniel и др. Cultivating the Empty Field: The Silent Illumination of Zen Master Hongzhi.   Tuttle Publishing, 2000. ISBN 0804832404.